# Turanogryllus
Turanogryllus is een geslacht van rechtvleugeligen uit de familie krekels (Gryllidae). De wetenschappelijke naam van dit geslacht is voor het eerst geldig gepubliceerd in 1940 door Tarbinsky.

## Soorten
Het geslacht Turanogryllus omvat de volgende soorten:
- Turanogryllus aelleni Chopard, 1954
- Turanogryllus aurangabadensis Vasanth, 1980
- Turanogryllus babaulti Chopard, 1963
- Turanogryllus cephalomaculatus Pajni & Madhu, 1988
- Turanogryllus charandasi Pajni & Madhu, 1988
- Turanogryllus dehradunensis Bhowmik, 1969
- Turanogryllus eous Bey-Bienko, 1956
- Turanogryllus fascifrons Chopard, 1969
- Turanogryllus flavolateralis Chopard, 1934
- Turanogryllus ghoshi Vasanth, 1980
- Turanogryllus globosiceps Chopard, 1960
- Turanogryllus gratus Gorochov, 1996
- Turanogryllus histrio Saussure, 1877
- Turanogryllus indicus Gorochov, 1990
- Turanogryllus jammuensis Bhowmik, 1967
- Turanogryllus kitale Otte, 1987
- Turanogryllus lateralis Fieber, 1853
- Turanogryllus levigatus Pajni & Madhu, 1988
- Turanogryllus lindbergi Chopard, 1960
- Turanogryllus machadoi Chopard, 1962
- Turanogryllus maculithorax Chopard, 1969
- Turanogryllus mau Otte, 1987
- Turanogryllus melasinotus Li & Zheng, 1998
- Turanogryllus microlyra Chopard, 1938
- Turanogryllus mitrai Bhowmik, 1985
- Turanogryllus niloticus Saussure, 1877
- Turanogryllus nimba Otte, 1987
- Turanogryllus pakistanus Ghouri & Ahmad, 1959
- Turanogryllus rufoniger Chopard, 1925
- Turanogryllus scorteccii Chopard, 1965
- Turanogryllus sexlineatus Chopard, 1963
- Turanogryllus sombo Otte, 1987
- Turanogryllus stolyarovi Gorochov, 1986
- Turanogryllus tarbinskii Bey-Bienko, 1968
- Turanogryllus vicinus Chopard, 1967
- Turanogryllus virgulatus Bolívar, 1900
- Turanogryllus wahrmani Chopard, 1963